# Sherwood Johnston

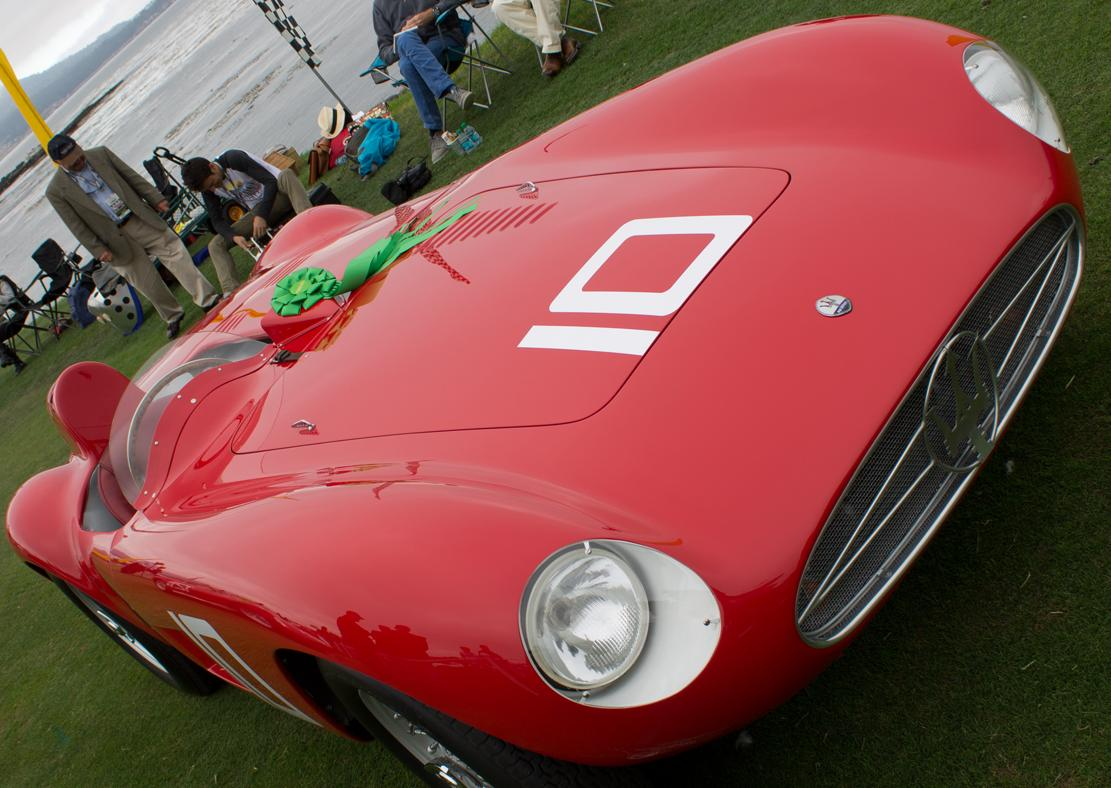
Der Maserati 300S Fantuzzi Spyder mit dem Sherwood Johnston und Bill Spear den dritten Rang beim 12-Stunden-Rennen von Sebring 1955 erreichten

Sherwood Johnston (* 29. September 1927 in New York; † 9. November 2000 in Eureka) war ein US-amerikanischer Autorennfahrer.

## Karriere
Sherwood Johnston war in den 1950er-Jahren bei Sportwagenrennen aktiv. Sein größter Erfolg war der Gewinn der Meisterschaft in der SCCA-Sportwagen-Meisterschaft 1952. Begonnen hatte seine Karriere 1951 bei nationalen Sportwagenrennen in den USA, die er als Privatfahrer auf seinem Jaguar XK 120 bestritt. Durch seine Erfolge kam er in Kontakt mit Briggs Cunningham. Für dessen Rennteam ging er in den nächsten Jahren auch bei internationalen Rennen an Start.
Erster internationaler Einsatz ging beim 12-Stunden-Rennen von Sebring 1953, dem ersten Sportwagen-Weltmeisterschaftslauf der Motorsportgeschichte, über die Bühne. Da der Vertrag mit Cunningham erst im Sommer in Kraft trat, fuhr er hier einen Jaguar D-Type von Art Feuerbacher gemeinsam mit Bob Wilder an die dritte Stelle der Gesamtwertung. Der erste Erfolg in Europa, war der dritte Gesamtrang beim 12-Stunden-Rennen von Reims 1953, einem Rennen das zwar nicht zur Weltmeisterschaft zählte, aber gut besetzt war. Es war das erste Antreten für und mit Cunningham. Mit dem C4-R mussten sich die beiden US-Amerikaner nur dem Jaguar D-Type von Stirling Moss und Peter Whitehead, sowie dem Talbot T26GS von Louis Rosier und Yves Giraud-Cabantous geschlagen geben. Neben dieser Platzierung war der dritte Platz und Klassensieg beim 24-Stunden-Rennen von Le Mans 1954 sein größter internationaler Erfolg.

## Statistik

### Le-Mans-Ergebnisse
| Jahr | Team              | Fahrzeug        | Teamkollege       | Platzierung | Ausfallgrund    |
| ---- | ----------------- | --------------- | ----------------- | ----------- | --------------- |
| 1954 | Briggs Cunningham | Cunningham C4-R | Bill Spear        | Rang 3      |                 |
| 1955 | Briggs Cunningham | Cunningham C6-R | Briggs Cunningham | Ausfall     | Zylinderschaden |

### Sebring-Ergebnisse
| Jahr | Team                 | Fahrzeug        | Teamkollege       | Platzierung            | Ausfallgrund  |
| ---- | -------------------- | --------------- | ----------------- | ---------------------- | ------------- |
| 1953 | Art Feuerbacher      | Jaguar C-Type   | Bob Wilder        | Rang 3 und Klassensieg |               |
| 1954 | Briggs Cunningham    | Cunningham C4-R | Briggs Cunningham | Ausfall                | Motorschaden  |
| 1955 | William Spear        | Maserati 300S   | Bill Spear        | Rang 3                 |               |
| 1956 | Jaguar New York Inc. | Jaguar D-Type   | Bill Spear        | Ausfall                | Ventilschaden |

### Einzelergebnisse in der Sportwagen-Weltmeisterschaft
| Saison | Team                         | Rennwagen                     | 1   | 2   | 3   | 4   | 5   | 6   | 7   |
| ------ | ---------------------------- | ----------------------------- | --- | --- | --- | --- | --- | --- | --- |
| 1953   | Art Feuerbacher              | Jaguar C-Type                 | SEB | MIM | LEM | SPA | NÜR | RTT | CAP |
| 1953   | Art Feuerbacher              | Jaguar C-Type                 | 3   |     |     |     |     |     |     |
| 1954   | Briggs Cunningham            | Cunningham C4-R               | BUA | SEB | MIM | LEM | RTT | CAP |     |
| 1954   | Briggs Cunningham            | Cunningham C4-R               |     | DNF |     | 3   |     |     |     |
| 1955   | Bill Spear Briggs Cunningham | Maserati 300S Cunningham C6-R | BUA | SEB | MIM | LEM | RTT | TAR |     |
| 1955   | Bill Spear Briggs Cunningham | Maserati 300S Cunningham C6-R |     | 3   |     | DNF |     |     |     |
| 1956   | Jaguar New York Inc          | Jaguar D-Type                 | BUA | SEB | MIM | NÜR | KRI |     |     |
| 1956   | Jaguar New York Inc          | Jaguar D-Type                 | DNF |     |     |     |     |     |     |